# Heliomaster longirostris
Heliomaster longirostris là một loài chim trong họ Chim ruồi.